# Catherine Valabrègue
Catherine Valabrègue, née Dreyfus le 29 juillet 1917 à Paris 16e et morte le 12 juillet 1999 à Paris 6e, est une actrice et militante féministe française, auteure d'ouvrages sur la cause des femmes, la condition masculine, les formes de vie non traditionnelles et cofondatrice de l'ancêtre du mouvement français pour le planning familial.

## Biographie
Sa mère, Thérèse Gompel, était l’héritière des Dames de France, chaine de grands magasins, fondée par son père et ses oncles, en 1892. Son père, Daniel Dreyfus a été maire de Saint-Nom-la-Bretèche, avant la Seconde Guerre mondiale, avant d'être révoqué en application des lois sur le statut des Juifs du régime de Vichy. 
Elle épouse, au retour de la guerre, Jean Valabregue, polytechnicien, responsable d’un service du contre-espionnage (BCRA), à Londres.[réf. nécessaire]
Après un début d’études supérieures, elle participe à la tournée en Amérique latine que Louis Jouvet et sa troupe effectuent de 1941 à 1945. Elle a joué, par exemple, le rôle de Mlle Chèvredent dans L'Apollon de Bellac de Jean Giraudoux au théâtre municipal de Rio de Janeiro en 1942. Elle relate ces moments dans le livre Pampa, Vaudou, Samba. En Amérique latine avec la tournée Louis Jouvet, publié sous le pseudonyme de Catherine Moissan. Elle joue aussi sous ce nom, en 1943 dans un film de Jacques Rémy, Le Moulin des Andes.
Elle s’investit  dans « La Maternité Heureuse » créée le 8 mars 1956dont elle devient secrétaire générale  . La Maternité Heureuse est l’ancêtre du Mouvement français pour le planning familial qu’elle cofondera avec Évelyne Sullerot et Marie-Andrée Lagroua Weill-Hallé. Elle en sera la seconde secrétaire générale, puis rédactrice en chef de la revue du MFPF. Elle consacre 17 ans de sa vie, de façon bénévole, à temps plein, grâce à l'héritage de son père, au planning familial. Pour cela, elle se forme à la contraception à Londres, transporte clandestinement des gels spermicides et des diaphragmes avant que le MFPF fasse sa propre production ; répond au courrier, organise tables rondes, colloques, journées d’études, sillonne les régions ; sollicite le soutien de personnalités (dont les trois prix Nobels André Lwoff, Jacques Monod, François Jacob qui deviendront les premiers présidents d’honneur du MFPF), forme les hôtesses d’accueil ; tient la permanence, rue des Colonnes, puis rue Vivienne, accueille des femmes en détresse, donne des adresses en cachette ; fait plusieurs voyages en Afrique francophone pour y implanter planning.
Elle a dirigé la collection « Vie affective et sexuelle » chez Casterman.
Elle fonde en 1972 avec Charlotte Calmis, « la Spirale », dont elle anime le groupe Langage. 
Elle préside en 1975, le congrès d’Arcadie « Être homophile en France ». 
En 1980, elle fonde l’association « Pour une éducation non sexiste ». Ce qui lui permettra d’être rapporteure pour le Conseil de l’Europe d’une étude sur le sexisme dans les manuels scolaires. Elle produit une exposition itinérante sur ce sujet avec Carole Roussopoulos. Elle anime en 1984 un colloque pionnier sur la question.[réf. nécessaire] Dans le cadre du « Programme d'action pour les Communautés européennes 1987-1988 », elle rédige, avec Verena Aebischer, le rapport Pour une orientation des filles vers les nouvelles technologies et les sciences.

## Divers
Elle fit partie de la Loge Arc en Ciel avec Yvonne Dornès, au sein de la Grande Loge féminine de France.
Elle a fréquenté dans les années 60-70, le Moulin d’Andé, créé par Suzanne Lipinska, lieu de rencontre d’intellectuels.
Elle a publié des articles dans Les Temps modernes.[réf. nécessaire]

## Publications
- Pampa, Vaudou, Samba. En Amérique latine avec la tournée Louis Jouvet, Fasquelle, 1947
- Contrôle des naissances et Planning familial, La Table Ronde, collection « L'Ordre du jour », 1960
- La Pilule, et après ?, deux générations face au contrôle des naissances, avec Sandrine Treiner, Stock, 196l
- Victoire sur la solitude, avec Marianne Monestier, La Table Ronde, collection « L'Ordre du jour », 1966
- La condition masculine, Payot, 1968  — traduit en portugais par António Ribeiro : A condição masculina e a emancipação da mulher, Moraes, 1971
- La condition étudiante, Payot, 1970
- « Évolution du statut de l'homme français », Impact of science on society (UNESCO), XXI, 1, 1971, p. 75-82[17]
- L'éducation sexuelle à l'étranger, Casterman, 1972
- Le Droit de vivre autrement, Gonthier, 1975 [18].
- La Condition étudiante, Payot, 1970[19]
- L’Homme déraciné. Le livre noir des travailleurs étrangers, Mercure de France, 1973
- Eux, les hommes, Stock, 1976
- Des enfants pourquoi ? Aujourd'hui, un choix, Stock, 1976
- Ces maternités que l’on dit tardives – Un nouvel itinéraire pour les femmes, avec Colette Berger-Forestier et Annette Langevin, Robert Laffont, 1982
- Filles ou garçons, éducation sans préjugés, Magnard, 1985
- « Pour une éducation sans préjugés, l’expérience française », in Silvia Lempen-Ricci et Thérèse Moreau (dir.), Vers une éducation non sexiste, Lausanne, Éditions Réalités sociales, 1987, p. 83-87
- « Objectif : éducation » avec Verena Aebischer, dans Françoise Collin, Le Sexe des sciences, Éditions Autrement, 1992, p.  85-95.
- « The difficulty of changing social behaviour. The Scientific Education of Girls: Education Beyond Reproach? », avec Verena Aebischer, in R. Clair (éd.), London, Jessica Kingsley Publishers Ltd, p. 151–162
- Guide des ateliers d'artistes à Paris, avec Catherine Le Magnen, éditions Alternatives, 1998
- La Cuisine des gens pressés, Librio, 2003
- Elle, elle et elle, pièce de théâtre adaptée par Marcel Cuvelier et interprétée par Catherine Arditi au Théâtre de la Cour des Miracles, 1975[20]

## Distinctions
- 1999 : chevalier de la Légion d’honneur[21]